# Высокая Поляна
Высокая Поляна — посёлок в Черепановском районе Новосибирской области. Входит в состав Медведского сельсовета.

## География
Площадь посёлка — 31 гектаров.

## Население
| 2002 | 2007 | 2010 |
| ---- | ---- | ---- |
| 134  | ↘126 | ↘112 |

## Инфраструктура
В посёлке по данным на 2007 год функционирует 1 учреждение здравоохранения.